# 1770 en Grèce ottomane
Chronologie de la Grèce
- 1766
- 1767
- 1768
- 1769
- 1770
- 1771
- 1772
- 1773
- 1774

Cette page concerne les évènements survenus en 1770 en Grèce ottomane :

## Événement
- Révolution d'Orloff
- Invasion ottomane du Magne
  - Bataille de Vromopigádas
  - Bataille de Tchesmé

## Naissance
- Sotírios Charalámbis, personnalité politique.
- Piérros Grigorákis, militaire et personnalité politique.
- Nikolaos Komnenos (pl), architecte.
- Nikólaos Lóndos, personnalité politique.
- Ioánnis Orlándos, personnalité politique.

## Décès
- Stamátis Basiás (el), révolutionnaire.
- Geórgios Márkou, peintre.